# Antilhas Neerlandesas nos Jogos Olímpicos de Verão de 1952
As Antilhas Neerlandesas participaram dos Jogos Olímpicos de Verão pela primeira vez nos Jogos Olímpicos de Verão de 1952 em Helsinque, Finlândia. A nação caribenha, então território colonial da Holanda, foi representada por sua seleção de futebol.

## Futebol
A seleção de futebol foi um dos 25 times que participaram do torneio. Eles perderam sua primeira partida contra a Turquia e foram eliminados do torneio.
Elenco
1. Ergilio Hato (gk)
2. Pedro Matrona
3. Wilfred de Lanoi
4. Wilhelm Canword
5. Guillermo Giribaldi
6. Edmundo Vlinder
7. Adriaan Brokke
8. Jorge Brion
9. Juan Briezen
10. Willys Heyliger
11. Guillermo Krips

Resultado da partida
| 21 de julho | Turquia                                    | 2–1      | Antilhas Neerlandesas |  |
| 12:00       | Muzaffer Tokac 9' · Tekin Bilge 76' (pen.) | (Report) | Jan Briezen 79'       |  |